# Sarcelle d'été
Spatula querquedula
Espèce
Statut de conservation UICN

 LC  : Préoccupation mineure
Statut CITES
La Sarcelle d'été (Spatula querquedula) est une espèce d'oiseaux aquatiques appartenant à la famille des Anatidae.
En Camargue, elle est connue sous le nom de cacharel, terme que le Nîmois Jean Bousquet adopta en 1962 pour nommer sa marque de prêt-à-porter Cacharel.

## Description
Elle mesure 40 à 41 cm de long pour 58 à 69 cm d'envergure et un poids de 300 à 440 g.
Le mâle revêt son plumage nuptial au printemps : de larges sourcils blancs et des scapulaires gris-bleu. En été, il adopte le même plumage que sa femelle mais garde des couvertures alaires bleu clair. Comme la Sarcelle d'hiver, cette espèce se lève facilement de l'eau avec des battements d'ailes rapides, un peu comme les échassiers.

## Répartition
Elle niche dans une grande partie de l'Europe et l'Asie occidentale, mais est strictement migratrice, avec toute la population passant en Afrique australe et en Australasie en hiver, où elle peut former de grands rassemblements.

Aire de la répartition de la sarcelle d'été

## Habitat
Les préférences écologiques de la sarcelle d'été sont assez proches de celles de la sarcelle d'hiver, même si la première tend à éviter les eaux saumâtres.

## Alimentation
Son alimentation est constituée principalement de substances animales et végétales (petits poissons, petits amphibiens, crustacés, mollusques, insectes, vers, bourgeons, feuilles, racines, grains).

## Reproduction
La femelle niche au sol au milieu de la végétation. Elle pond de 8 à 11 œufs qu'elle couve pendant 21 à 23 jours. Les petits, nidifuges, sont élevés par la femelle et volent au bout de 5 à 6 semaines.

## Menaces
L'Union internationale pour la conservation de la nature classe la sarcelle d'été comme préoccupation mineure. En Wallonie, l'espèce est jugée en danger critique.

## Galerie

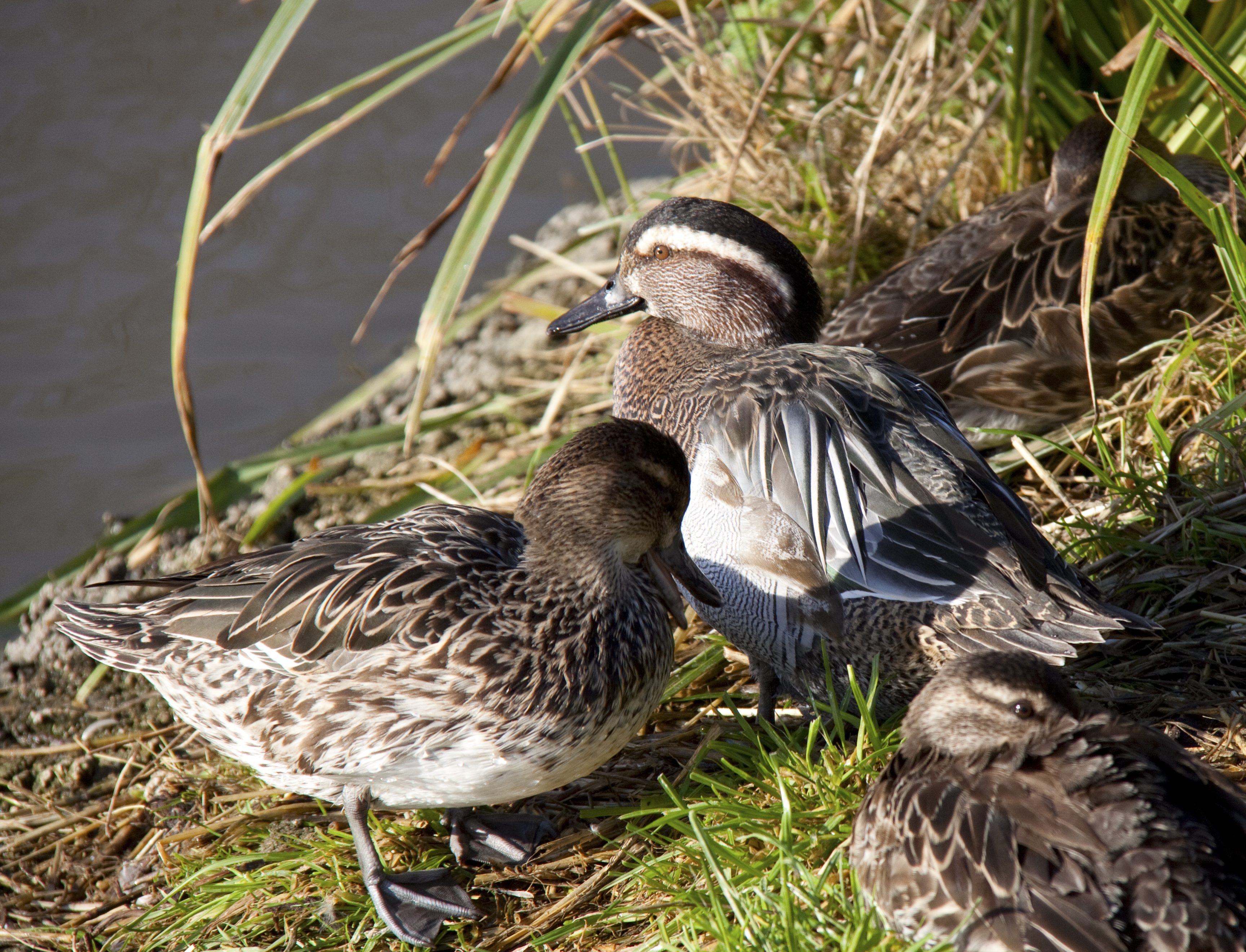
Mâle (au fond) et femelles
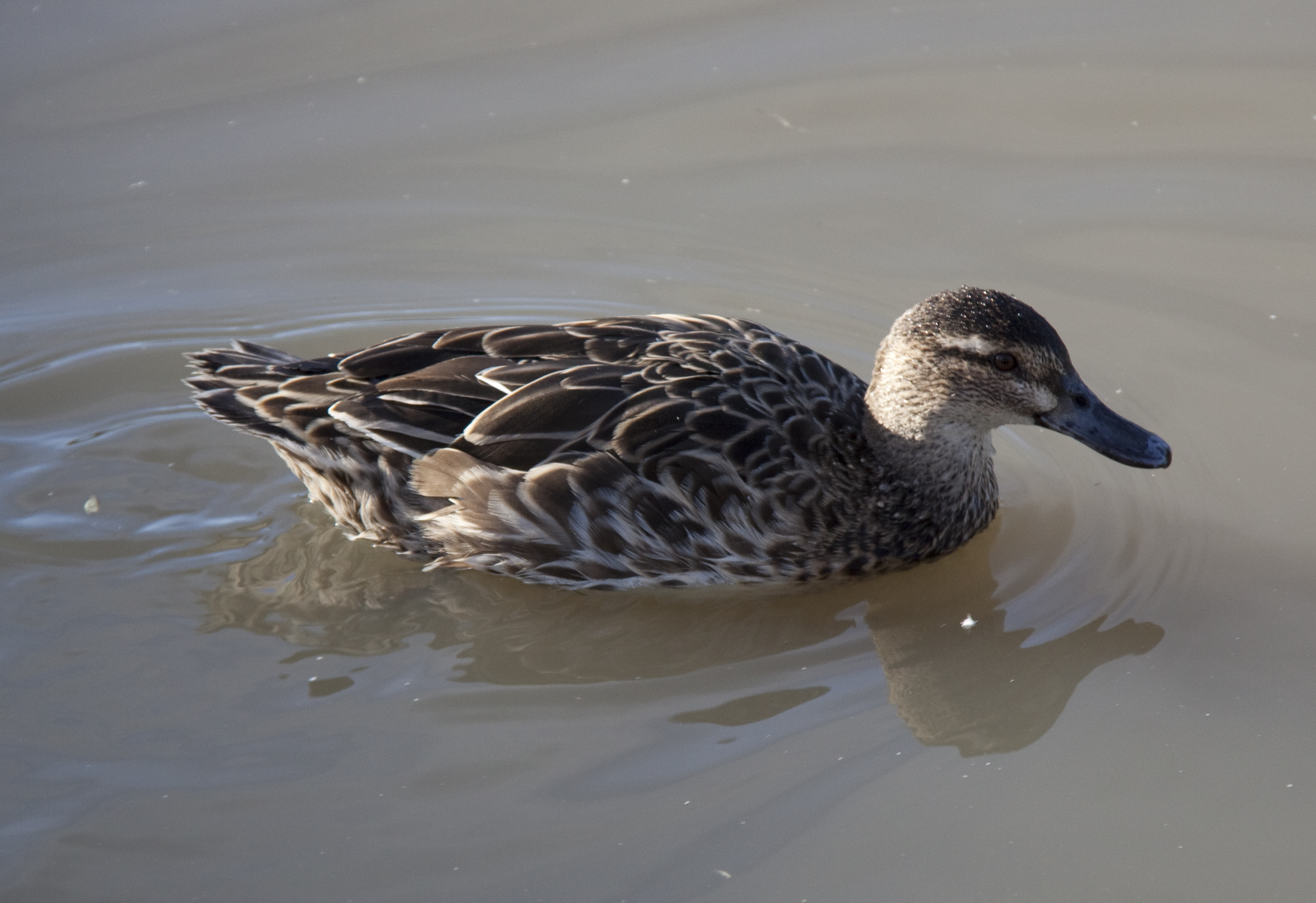
Femelle
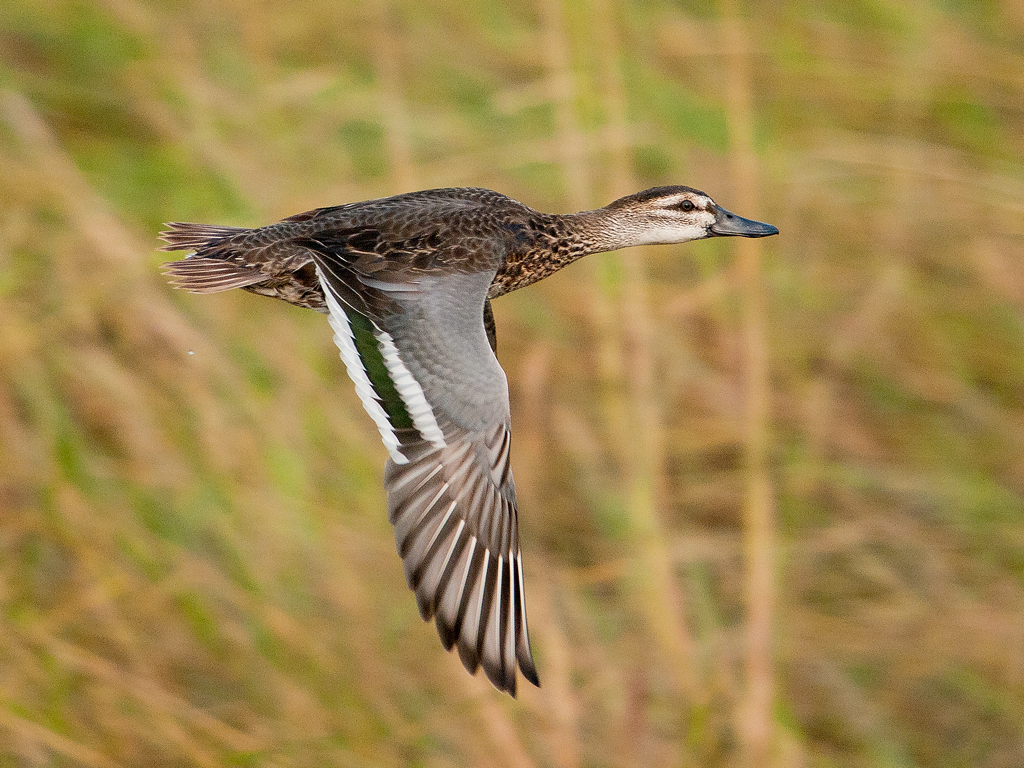
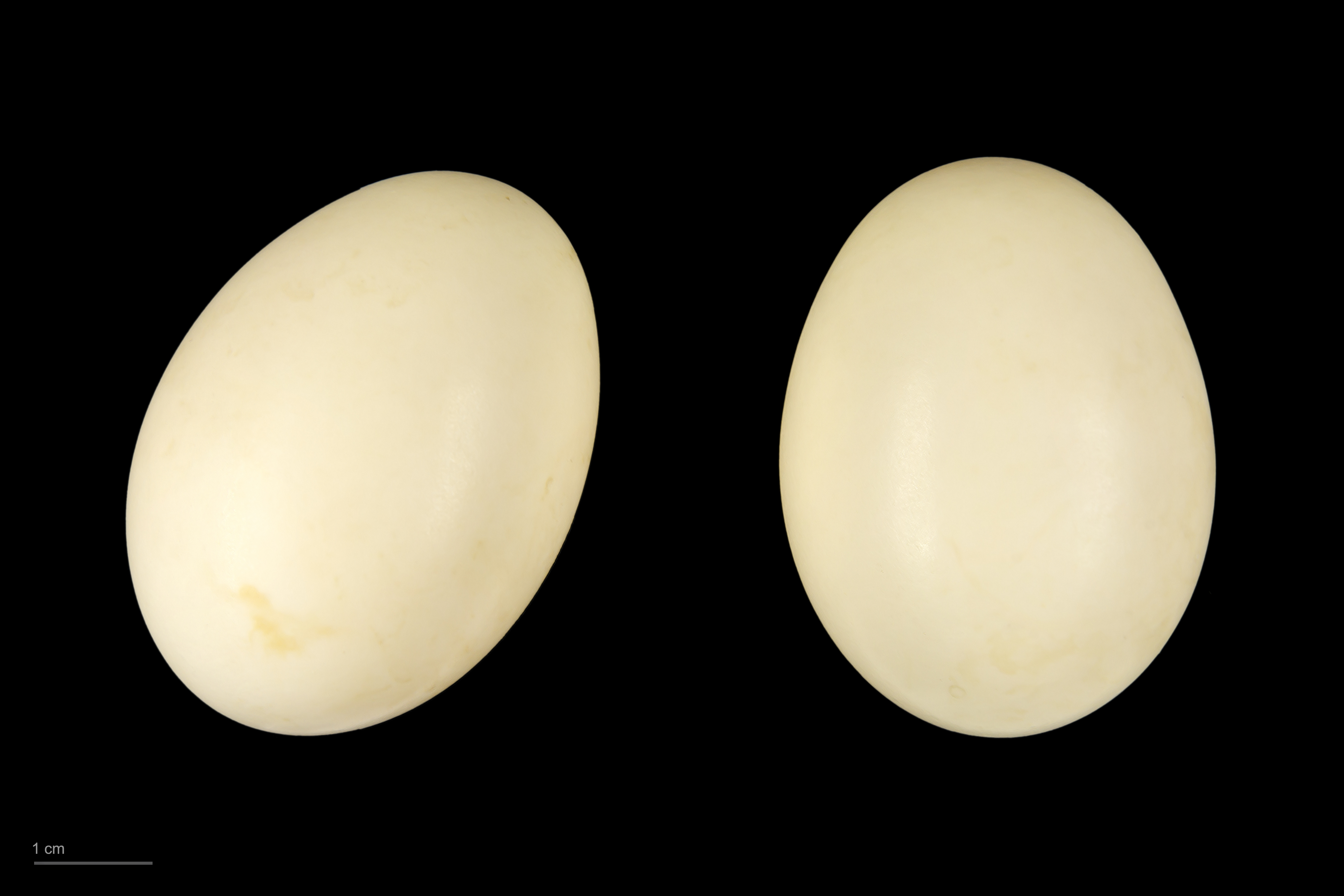
Spatula querquedula - MHNT